# Zuiderstraat 36 (Noordbroek)
Het pand aan de Zuiderstraat 36 in de Groningse plaats Noordbroek werd in 1936/1937 gebouwd en is erkend als rijksmonument.

## Beschrijving
Het pand aan de Zuiderstraat 36 werd enkele jaren voor de Tweede Wereldoorlog gebouwd in opdracht van Nanno Siert Huisman door het architectenbureau Kruyer en Visker uit Nieuwe Pekela. Zij gaven het pand vorm in een verstrakte variant van de Amsterdamse School.

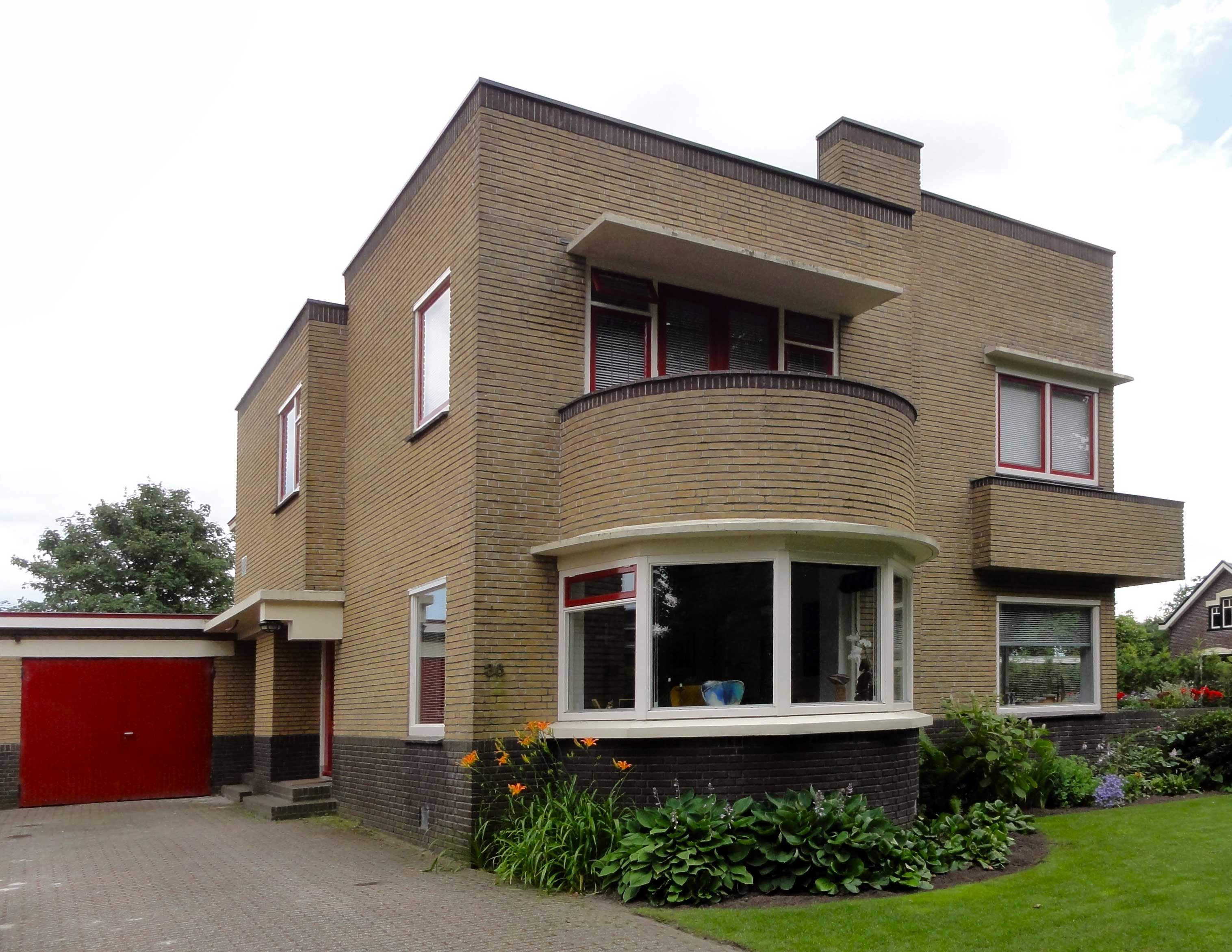
Noordwestzijde van het pand

Het pand bestaat uit de voorzijde uit twee bouwlagen en aan de achterzijde uit een bouwlaag. Het pand wordt gekenmerkt door strakke geometrische patronen, rechthoeken en cirkelbogen. Aan de linkerzijde steekt de voorgevel iets naar voren. In dit gedeelte bevindt zich een halfronde erker met daarboven een halfrond balkon onder een rechthoekige luifel en met een borstwering. Het rechter gedeelte van de woning steekt boven het linker gedeelte uit en wordt daar aan de voorzijde van gescheiden door een schoorsteen. Ook in het rechtergedeelte bevindt zich een balkon, dat met hoek naar de zuidelijke gevel loopt. De hoofdentree bevindt zich aan de noordzijde van de woning met een stoep van twee treden en onder een luifel. Naast de hoofdentree bevindt zich een tweede toegang tot de woning. Aan de achterzijde van de woning is een inpandig terras. Ook aan de zuidzijde bevindt zich onder het hoekbalkon een terras. Aan de noordzijde van de woning is een garage aangebouwd.
De woning is erkend als rijksmonument vanwege de architectuur- en cultuurhistorische waarde. Het pand wordt gezien als een voorbeeld van het gebruik van de verstrakte variant van de Amsterdamse School in de provincie Groningen in de jaren vlak voor de Tweede Wereldoorlog door het architectenbureau Kruyer en Visker. Ook de gaafheid van het pand, de zakelijke vormgeving en detaillering, de beeldbepalende ligging aan de Zuiderstraat in Noordbroek speelden een rol bij de aanwijzing tot rijksmonument. Het monument ligt samen met monument  Zuiderstraat 34 in een monumentrijke omgeving.